# Juanma Lendínez
Juanma Lendínez (Jaén, 29 de julio de 2003) es un futbolista español que juega en la demarcación de centrocampista en el Unionistas de Salamanca CF de la Primera Federación.

## Trayectoria
Tras formarse como futbolista en las categorías inferiores del Granada CF, finalmente subió al segundo equipo, haciendo su debut el 12 de diciembre de 2021 contra el Club Polideportivo El Ejido 1969. Entre la temporada 2021/22 y 2022/23 disputó 36 partidos, jugando en Segunda Federación y consiguiendo el ascenso de categoría.
Su debut en Primera Federación se produjo el 27 de agosto de 2023 contra el Real Murcia CF, encuentro que finalizó con un resultado de 1-2 a favor del conjunto murciano. Sin embargo, al finalizar la temporada, el club descendió de categoría.
El 20 de septiembre de 2024 fue convocado por primera vez para el primer equipo por Guillermo Abascal. Sin embargo, no llegó a disputar ningún minuto. Finalmente, el 9 de noviembre disputó sus primeros minutos con el Granada CF tras sustituir a Manu Trigueros en el minuto 63 en un partido contra el CD Eldense que finalizó con victoria granadina por 3-2.

## Clubes
Actualizado al último partido disputado el 9 de agosto de 2025.
| Club                       | País   | Año       | Partidos | Goles |
| -------------------------- | ------ | --------- | -------- | ----- |
| Club Recreativo Granada    | España | 2021-     | 79       | 4     |
| Granada CF                 | España | 2024-2025 | 5        | 0     |
| Unionistas de Salamanca CF | España | 2025-     | 1        | 0     |